# Беладонна
Беладо́нна (англ. Belladonna), при народженні Мішель Енн Сінклер (англ. Michelle Anne Sinclair); нар. 21 травня 1981, Білоксі, Міссісіпі, США) — американська порноакторка, режисерка та продюсерка порнографії, підприємиця.

## Біографія
Мішель Енн Сінклер народилася в Білоксі, штат Міссісіпі другою дитиною в родині з сімома дітьми. У сім'ї було німецьке, шотландське та черокі коріння. Вона залишилася в штаті Юта протягом короткого періоду, де виховувалася мормонами.
Її перший поцілунок стався у 12 років, а перший сексуальний досвід у 14.
До порноіндустрії працювала в мережі магазинів, Victoria's Secret та в ресторані.

## Порноіндустрія
Одного разу порно-агент приїхав до Юти, щоб побачити одного з її друзів, який познайомив його з нею. На наступний день вона вилетіла до Лос-Анджелесу. Агент запропонував їй псевдонім Белла Донна, «гарна жінка» італійською.
2000 року 18-річна Мішель знялася в порнофільмі Real Sex Magazine. Беладона виконувала сцену з анальним сексом, що було для неї вперше. 2002 року вона нагороджена за сцени БДСМ.
Зараз володіє та управляє Belladonna Entertainment зі своїм партнером і чоловіком, Ейденом Келлі. Вона випускає власні фільми під лейблами Belladonna Entertainment і Deadly Nightshade Productions. Її виробництво класифікується як порнографія Gonzo.
2011 року вона була названа CNBC однією з 12 найпопулярніших зірок в порно.
2013 року стала однією з 16 акторок документального фільму Дебори Андерсон «Збуджена» (англ. «Aroused»).

## Особисте життя
Була заручена з порноактором Начо Відалем. 
11 квітня 2004 року одружилася з Ейденом Келлі в Лас-Вегасі, штат Невада. 11 січня 2005 народила дочку Мілу Келлі.
Серед її інтересів йога, садівництво, фільми, пісні, відеоігри, акваріуми, кулінарія, подорожі та прогулянки на відкритому повітрі.

## Фільмографія (вибірково)
- Ass Worship: There is a God (2001)
- Ass Worship 2 (2002)
- Belladonna: No Warning[d] (2005)
- Aroused[en] (2013, документальний фільм)
- Inherent Vice — Вроджена вада (2014)
- Недопорно (2008—2009)

## Нагороди

### AVN Awards
На AVN Awards була номінована 42 рази, з яких 10 перемогла. У 2011 вона була включена до Залу Слави AVN.
| Рік  | Результат | Нагорода                                    | Фільм                              |
| ---- | --------- | ------------------------------------------- | ---------------------------------- |
| 2011 | Перемога  | AVN Hall of Fame                            |                                    |
| 2009 | Перемога  | Best All-Girl 3-Way Sex Scene               | Belladonna's Girl Train            |
| 2009 | Перемога  | Best Supporting Actress                     | Pirates II                         |
| 2009 | Перемога  | Best All-Girls Couples Sex Scene            | Pirates II                         |
| 2009 | Номінація | Best All-Girls Couples Sex Scene            | Belladonna's Fucking Girls 6       |
| 2009 | Номінація | Best All-Girl 3-Way Sex Scene               | Pirates II                         |
| 2009 | Номінація | Best Anal Sex Scene                         | Butthole Whores 2                  |
| 2009 | Номінація | Best Director (Non-Feature)                 | Discovering Alexis Texas           |
| 2009 | Номінація | Best Oral Sex Scene                         | Belladonna's Odd Jobs 3            |
| 2009 | Номінація | Best Threeway Sex Scene                     | Cock Pigs                          |
| 2009 | Номінація | Best Threeway Sex Scene                     | Pirates II                         |
| 2009 | Номінація | Director of the Year                        |                                    |
| 2009 | Номінація | Female Performer of the Year                |                                    |
| 2008 | Перемога  | Best Director (Non-Feature)                 | Belladonna: Manhandled 2           |
| 2008 | Номінація | Director of the Year (Body of Work)         |                                    |
| 2008 | Номінація | Best All-Girl Sex Scene (Video)             | Belladonna's Fucking Girls 4       |
| 2008 | Номінація | Best Couples Sex Scene (Video)              | Belladonna: Manhandled 2           |
| 2008 | Номінація | Best Group Sex Scene (Video)                | I Dream of Jenna 2                 |
| 2008 | Номінація | Best Oral Sex Scene (Video)                 | Fashionistas Safado: Berlin        |
| 2008 | Номінація | Best Oral Sex Scene (Video)                 | I Dream of Jenna 2                 |
| 2008 | Номінація | Best Solo Sex Scene                         | Butthole Whores                    |
| 2008 | Номінація | Most Outrageous Sex Scene                   | Belladonna Fetish Fanatic 5        |
| 2007 | Перемога  | Best Group Sex Scene (Video)                | Fashionistas Safado: The Challenge |
| 2007 | Номінація | Best Actress (Video)                        | Fashionistas Safado: The Challenge |
| 2007 | Номінація | Director of the Year (Body of Work)         |                                    |
| 2007 | Номінація | Best All-Girl Sex Scene (Video)             | Belladonna: No Warning             |
| 2005 | Номінація | Best All-Girl Sex Scene (Video)             | The Connasseur                     |
| 2005 | Номінація | Best All-Girl Sex Scene (Video)             | Bella Loves Jenna                  |
| 2005 | Номінація | Best Anal Sex Scene                         | Bella Loves Jenna                  |
| 2004 | Перемога  | Best Sex Scene Coupling (Video)             | Back 2 Evil                        |
| 2004 | Номінація | Female Performer of the Year                |                                    |
| 2004 | Номінація | Best Anal Sex Scene (Video)                 | Anal Trainer 4                     |
| 2004 | Номінація | Best Oral Sex Scene (Video)                 | Back 2 Evil                        |
| 2004 | Номінація | Best Three-Way Sex Scene (Video)            | Latin Amore                        |
| 2004 | Номінація | Best Three-Way Sex Scene (Video)            | New Wave Hookers 7                 |
| 2004 | Номінація | Best Sex Scene in a Foreign-Shot Production | Rocco: Animal Trainer 10           |
| 2004 | Номінація | Most Outrageous Sex Scene                   | She-Male Domination Nation         |
| 2003 | Перемога  | Best Supporting Actress (Film)              | The Fashionistas                   |
| 2003 | Перемога  | Best Tease Performance                      | The Fashionistas                   |
| 2003 | Перемога  | Best All-Girl Sex Scene (Film)              | The Fashionistas                   |
| 2003 | Перемога  | Best Oral Sex Scene (Film)                  | The Fashionistas                   |
| 2003 | Номінація | Female Performer of the Year                |                                    |
| 2003 | Номінація | Best Anal Sex Scene (Video)                 | Up Your Ass 19                     |
| 2003 | Номінація | Best Oral Sex Scene (Film)                  | The Fashionistas                   |

### XRCO Awards
| Рік  | Результат | Нагорода                          | Фільм                              |
| ---- | --------- | --------------------------------- | ---------------------------------- |
| 2006 | Номінація | Best Single Performance (Actress) | Fashionistas Safado: The Challenge |
| 2004 | Номіація  | Best Sex Scene (Couple)           | Bella Loves Jenna                  |
| 2004 | Номінація | Best Girl-Girl Scene              | Bella Loves Jenna                  |
| 2004 | Номінація | Orgasmic Oralist                  |                                    |
| 2003 | Номінація | Female Performer of the Year      |                                    |
| 2003 | Номінація | Best Sex Scene (Couple)           | Back 2 Evil                        |
| 2003 | Номінація | Orgasmic Oralist                  |                                    |
| 2003 | Номінація | Orgasmic Analist                  |                                    |
| 2002 | Перемога  | Performer of the Year (Female)    |                                    |
| 2002 | Перемога  | Best Single Performance (Actress) | The Fashionistas                   |
| 2002 | Перемога  | Orgasmic Analist                  |                                    |
| 2002 | Перемога  | Best Girl-Girl Scene              | The Fashionistas                   |

### FAME Awards
| Рік  | Результат | Нагорода                  |
| ---- | --------- | ------------------------- |
| 2008 | Номінація | Favorite Female Performer |
| 2008 | Номінація | Favorite Ass              |
| 2008 | Номінація | Favorite Director         |
| 2007 | Перемога  | Dirtiest Girl in Porn     |
| 2007 | Номінація | Favorite Female Starlet   |
| 2007 | Номінація | Favorite Anal Starlet     |
| 2007 | Номінація | Favorite Ass              |
| 2006 | Номінація | Favorite Butt             |
| 2006 | Номінація | Favorite Adult Actress    |

### Ninfa Prize
| Рік  | Результат | нагорода     | Фільм            |
| ---- | --------- | ------------ | ---------------- |
| 2003 | Перемога  | Best Actress | The Fashionistas |